# Złotów
Złotów, även känd som Flatow (svenska och tyska) är en stad i Storpolens vojvodskap i västra Polen. Złotów hade 18 593 invånare år 2013 och är huvudort i distriktet Powiat złotowski.
Medan det mesta av det omgivande distriktet övergick från tyska Västpreussen till det återbildade Polen 1919, behölls den dåvarande staden Flatow (dagens Złotów) i tysk ägo. Efter andra världskriget kom hela området att bli del av Polen.